# Emma Penella
Emma Penella, all'anagrafe Manuela Ruiz Penella (Madrid, 2 marzo 1931 – Madrid, 27 agosto 2007), è stata un'attrice spagnola.

## Biografia
Figlia del politico Ramón Ruiz Alonso e dell'attrice Magdalena Penella Silva, nonché sorella delle attrici Elisa Montés e Terele Pávez, Emma Penella è stata un'attrice cinematografica, teatrale e televisiva che ha recitato dal 1950 al 2007, protagonista in diverse pellicole.

## Filmografia parziale

### Cinema
- Uomini senza pace (Los ojos dejan huellas), regia di José Luis Sáenz de Heredia (1952)
- Il terrore dell'Andalusia (Carne de horca), regia di Ladislao Vajda (1953)
- ¡Che, qué loco!, regia di Ramón Torrado (1953)
- Doña Francisquita, regia di Ladisalo Vajda (1953)
- Cómicos, regia di Juan Antonio Bardem  (1953)
- L'avventuriero di Siviglia, regia di Ladislao Vajda (1954)
- La patrouille des sables, regia di René Chanas (1955)
- La mente che uccide (Los peces rojos), regia di José Antonio Nieves Conde (1955)
- Fedra, regia di Manuel Mur Oti (1956)
- El batallón de las sombras, regia di Manuel Mur Oti (1956)
- De espaldas a la puerta, regia di José María Forqué  (1956)
- Il ribelle dei contrabbandieri, regia di Luis Lucia (1960)
- Sentencia contra una mujer, regia di  Antonio Isasi-Isasmendi (1960)
- Scano Boa, regia di Renato Dall'Ara (1961)
- Allegra gioventù, regia di Mariano Ozores (1963)
- La ballata del boia, regia di Luis García Berlanga (1963)
- Per un pugno di diamanti, regia di Franz Eichhorn e Eugenio Martín (1964)
- I magnifici brutos del West, regia di Marino Girolami (1964)
- Dirai: ho ucciso per legittima difesa, regia di Angelino Fons (1971)
- La regenta, regia di Gonzalo Suarez (1975)
- Scandalo borghese (Padre nuestro), regia di Francisco Regueiro (1985)
- L'amore stregone (El Amor brujo), regia di Carlos Saura (1986)
- La estanquera de Vallecas, regia di Eloy de la Iglesia (1986)
- Viento de cólera, regia di Pedro de la Sota (1988)
- Doblones de a ocho, regia di Andrés Linares (1990)
- Mar de luna, regia di Manolo Matji (1994)
- Pídele cuentas al rey, regia di José Antonio Quirós (1999)
- Los novios búlgaros, regia di Eloy de la Iglesia (2003)

### Televisione
- Juncal (1989) - serie TV
- Don Chisciotte della Mancha (1991) - serie TV
- Aquí no hay quien viva (2003–2006) - serie TV
- La que se avecina (2007) - serie TV

## Teatrografia parziale
- El desdén, con el desdén (1951)
- Micaela (1962). di Adolfo Marsillach
- Los baños de Argel (1979)
- Juana del amor hermoso (1983)
- Frank V(1988). En el Teatro María Guerrero
- El señor de las patrañas. Di Jaime Salom (1990)
- La taberna de los cuatro vientos (1994)
- Il malato immaginario (El enfermo imaginario) di Molière (1996)
- ¿Le gusta Schubert? (1998)